# União Internacional das Associações de Alpinismo
A União Internacional das Associações de Alpinismo, mais conhecida pela sigla UIAA, é a organização que representa interesses de alpinistas ao redor de todo o mundo. Formada em 1932 em Chamonix, França, a organização agrega 88 associações integrantes de 76 países diferentes, atualmente, sendo todas de importância nacional. A UIAA possui sede em Berna e é reconhecida pelo Comitê Olímpico Internacional como a entidade máxima a nível global quanto ao alpinismo.